# 2012 en chimie
Cet article présente les faits marquants de l'année 2012 en chimie.

## Évènements
- Gregory Petsko devient président de l'Union internationale de biochimie jusqu'en 2015[1].
- 44ème Olympiades Internationales de Chimie, organisées à Washington au États-Unis du 21 juillet au 30 juillet[2].
- Jennifer Doudna[3] et Emmanuelle Charpentier[4],[5] Mettent au point la technique d'édition génomique CRISPR-Cas9[6]. Prix Nobel de chimie 2020[7].

## Prix
- Prix Nobel de chimie : Robert Lefkowitz et Brian Kobilka pour leurs travaux sur les récepteurs couplés aux protéines G[8],[9].
- Prix Wolf de chimie : 
  - A. Paul Alivisatos « pour le développement du nanocristal colloïdal inorganique comme un bloc constituant des nanosciences et des contributions fondamentales pour contrôler la synthèse de ses particules, mesurer et comprendre leurs propriétés physiques »[10].
  - Charles M. Lieber « pour avoir développé de nouvelles méthodes pour contrôler la forme et la structure des nanofils, pour avoir caractérisé leurs propriétés physiques et pour avoir démontré leurs applications potentielles »[10].
- Prix Procter & Gamble : Robert J. Hamers[11]
- Prix Anselme-Payen : Hans-Peter FinkFraunhofer[12]
- Médaille Garvan-Olin : Sue Brannon Clark[13]
- Prix Ernest-Guenther : Steve Hanessian[14]
- ACS Award in Pure Chemistry : Oleg V. Ozerov[15]
- Arthur C. Cope Award : Chi-Huey Wong[16]
- Prix Irving-Langmuir : James L. Skinner[17]
- Médaille Priestley : Robert Langer[18],[19],[20],[21]
- Médaille Davy : Fraser Armstrong pour son travail pionnier dans l'électrochimie des films protéiques permettant un contrôle thermodynamique et cinétique exceptionnel des oxydoréductases, comme les hydrogénases, qui sont la clé de la technologie énergétique[22],[23].
- Prix Alfred-Bader : Yvan Guindon[24]

- Grand prix Pierre-Süe : Lahcène Ouahab et Philippe Sautet[25]
- Grand prix Achille-Le-Bel : Samir Zard[26]
- Faraday Lectureship : Richard Saykally[27]
- Médaille William-H.-Nichols : Alan G. Marshall[28]